# Schalldämpfung
Unter Schalldämpfung wird im Gegensatz zur Schalldämmung die Behinderung der Schallausbreitung durch Absorption von Luftschall verstanden. Bei dieser Schallabsorption wird die Schallenergie in nicht hörbare Wellen von Schwingungsenergie, meistens Turbulenzen umgewandelt. Dementsprechend wird die Reflexion des Schalls an der Grenzfläche, z. B. an Wänden vermindert.
Die Schalldämpfung bzw. Schallabsorption ist ein Merkmal der Raumakustik: Um die akustischen Eigenschaften eines Raumes (z. B. die Nachhallzeit) gezielt zu verbessern, werden schalldämpfende Bauteile verwendet. Schalldämpfstoffe sind Baustoffe, in denen die Schallausbreitung einer starken, durch Schalldissipation bewirkten Dämpfung unterliegt.
Die physikalischen Mechanismen der Schalldämpfung spielen sich in der unmittelbaren Nähe von Grenzflächen ab:
- viskose Reibung in der hydrodynamischen Grenzschicht,
- in der thermischen Grenzschicht des Fluids erfolgt die thermische Zustandsänderung während des Schallvorgangs durch den Wärmetransport von und zur Wand nicht mehr verlustfrei, d. h. nicht isentrop bzw. nicht adiabat, während das in größerer Entfernung zur Wand der Fall ist.

Die Auswirkung der Mechanismen hängen u. a. von der Größe der Grenzfläche (Oberfläche) ab. Luftschall wird besonders effizient von porösen Materialien mit offenen Poren absorbiert, die eine große innere Oberfläche und Tiefe aufweisen.

## Unterscheidung von der Schalldämmung
Die Schalldämmung bezeichnet die Behinderung der Ausbreitung von Luft- oder Körperschall in angrenzende Räume durch Reflexion des sich ausbreitenden Schalls an einzelnen Unstetigkeitsstellen und wird gekennzeichnet durch das Schalldämm-Maß R in dB.
Schalldämpfung und Schalldämmung sind Grundlagen der Bauakustik.